# Johannes von Karpf
Johannes August Karl Franz von Karpf (né le 17 octobre 1867 à Dömitz et mort le 16 décembre 1941 à Hambourg) est un contre-amiral allemand ayant participé à la Première Guerre mondiale.

## Biographie
Promu Kapitän zur See le 15 avril 1911, il participe à la bataille de l'île de Gotland  et à celle du Jutland. Promu Konteradmiral le 18 septembre 1918, il commande le SMS Regensburg d'octobre à novembre de la même année.